# Перес, Брайан
Брайан Перес (англ. Brian Perez; 16 сентября 1986, Гибралтар) — гибралтарский футболист, полузащитник клуба «Бруно’с Мэгпайс». Выступал за сборную Гибралтара.

## Биография

### Клубная карьера
Большую часть карьеры Перес провёл в клубе «Линкольн Ред Импс», с которым множество раз становился чемпионом Гибралтара. После вступления Гибралтара в УЕФА, принял участие в обоих матчах «Линкольна» в первом отборочном раунде Лиги чемпионов против фарерского «ХБ Торсхавн», однако дебют на европейской арене сложился для клуба неудачно. В 2015 году игрок покинул «Линкольн» и перешёл в «Манчестер 62», где провёл два сезона и затем приостановил игровую карьеру.
В 2019 году Перес вернулся в футбол и стал игроком клуба «Бруно’с Мэгпайс». В новом клубе несколько раз появлялся на поле в качестве капитана команды.

### Карьера в сборной
Дебютировал за сборную Гибралтара 7 сентября 2014 года, полностью отыграв матч отборочного турнира чемпионата Европы 2016 против сборной Польши. Всего сыграл за сборную 6 матчей, все в рамках одного отборочного цикла.